# ユーハン・トービアス・セルゲル
ユーハン・トービアス・セルゲル（Johan Tobias Sergel、生まれた時の姓の綴りはSergell、1740年8月28日 - 1814年2月26日）は、スウェーデンの彫刻家である。ローマで学んだ後、スウェーデンの宮廷彫刻家となり、古典主義の彫刻家として、スウェーデンの代表的な彫刻家となった。

## 略歴
ストックホルムで生まれた。父親はドイツのイェーナから家族と1730年代に移住してきた、彫金や宝飾品加工の職人であった。ストックホルムの宮殿の装飾をする石彫の仕事で働き始め、15歳から建築家のJean Eric Rehn: 1717-1793）のもとで製図と彫塑を学び、1756年からはフランスから招かれた彫刻家のピエール・ユベール・ラルシュヴェック（Pierre Hubert L'Archevêque: 1721–1778) に学んだ。1758年にはラルシュヴェックとパリに移り、パリには7か月滞在し、アカデミーから賞を受けた。
スウェーデンに帰国し、王宮の彫刻装飾を制作した後、1761年にストックホルムのスウェーデン王立美術院から金メダルを受賞した。1767年に宮廷からの資金と芸術アカデミーから奨学金を受け、イタリア留学という長年の夢を実現した。1778年までの12年間、ローマ、ナポリで修行した。ローマではドイツの画家、ヤコブ・フィリップ・ハッケルト（1737-1807）やヨハン・ハインリヒ・フュースリー（1741-1825）らと友人になった。
1778年にスウェーデン国王グスタフ3世により、スウェーデンに呼び戻され、ラルシュヴェックの後任の宮廷彫刻家に任命された。1780年にはスウェーデン王立美術院の教授に任じられた。ストックホルムでは詩人のカール・ミカエル・ベルマン（1740-1795）らと友人となり、1783年にはグスタフ3世に随行して、9ヶ月間、イタリアを旅した。
その後は1790年代の2度の短いコペンハーゲン滞在期間を除いて、国王やスウェーデンの人々の支持を受けてストックホルムで働いた。1803年に宮廷の役職を得て、1808年には貴族の称号を得た。この時の書類に、姓がSergelと綴られ、その後は姓はSergelと綴った。
1814年にストックホルムで亡くなった。生涯正式に結婚しなかったが、家主の女性との間に息子がいて、正式に認知していた。

## 作品

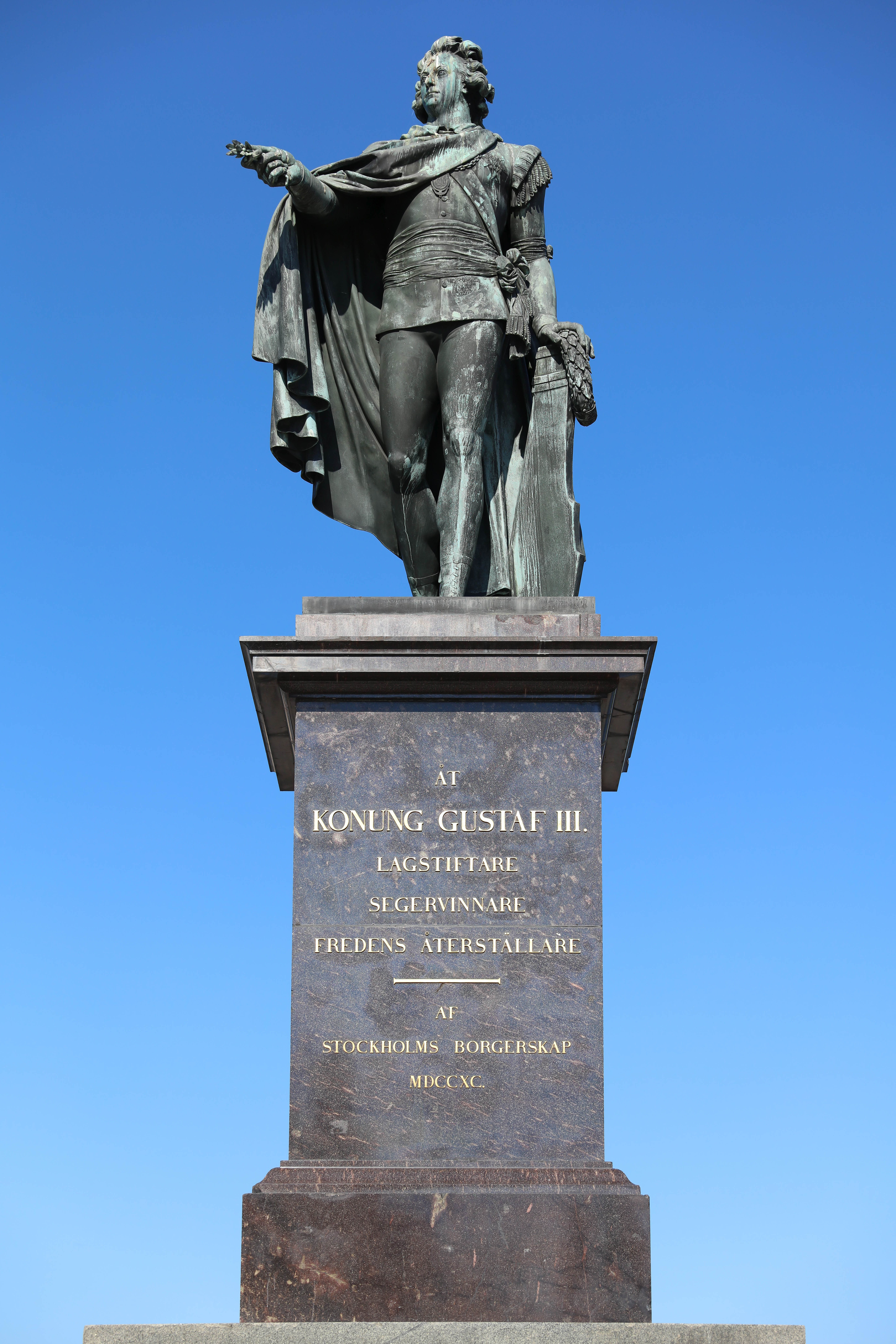
グスタフ3世のモニュメント(1808)
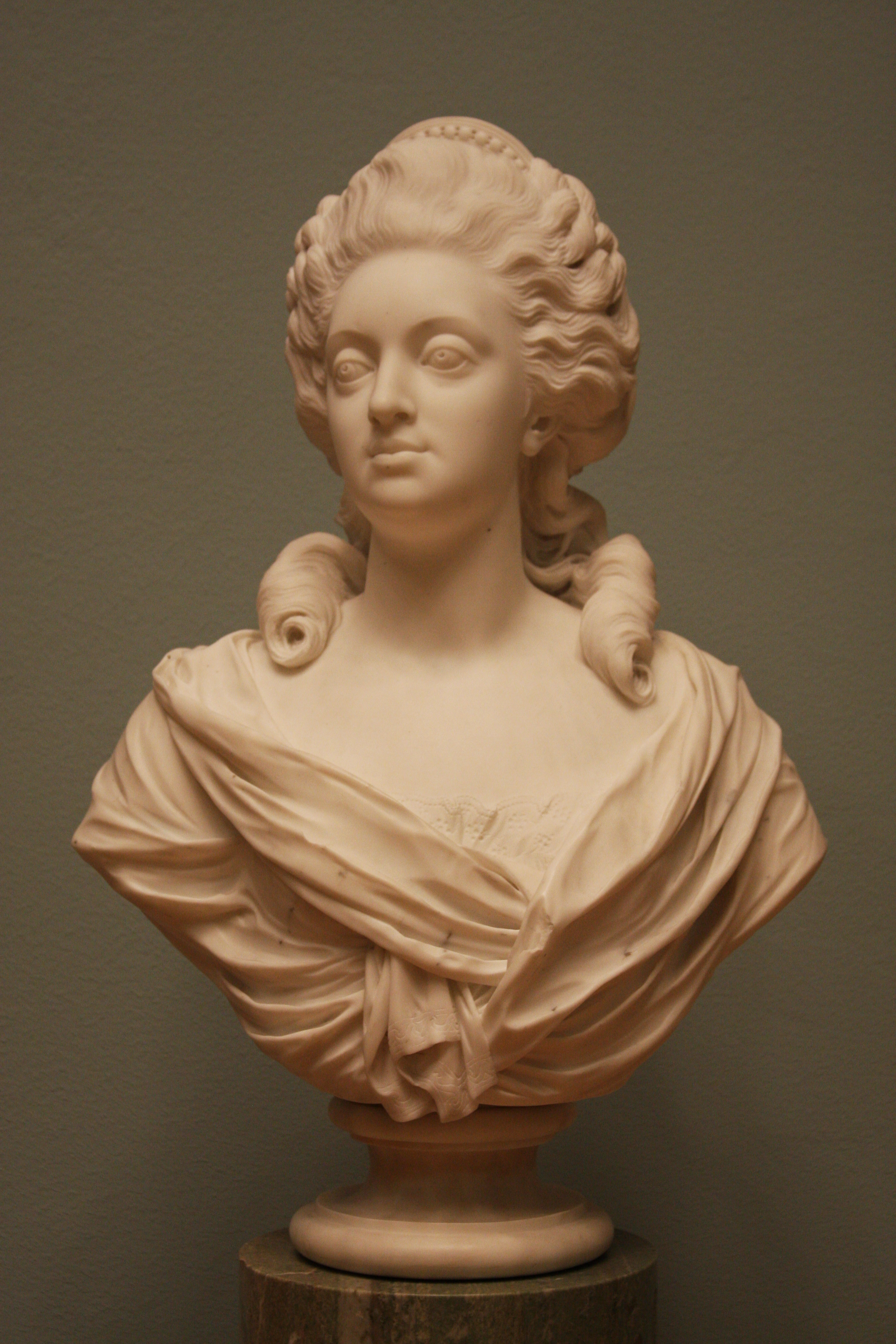
王妃 ソフィア・マグダレーナ・アヴ・ダンマルク (1783) スウェーデン国立美術館
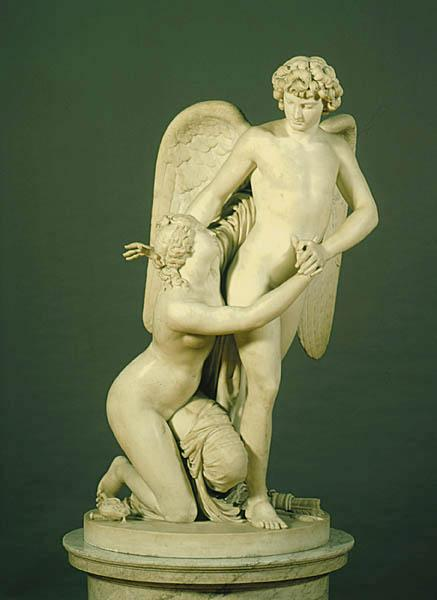
アモルとプシュケ (1787) スウェーデン国立美術館
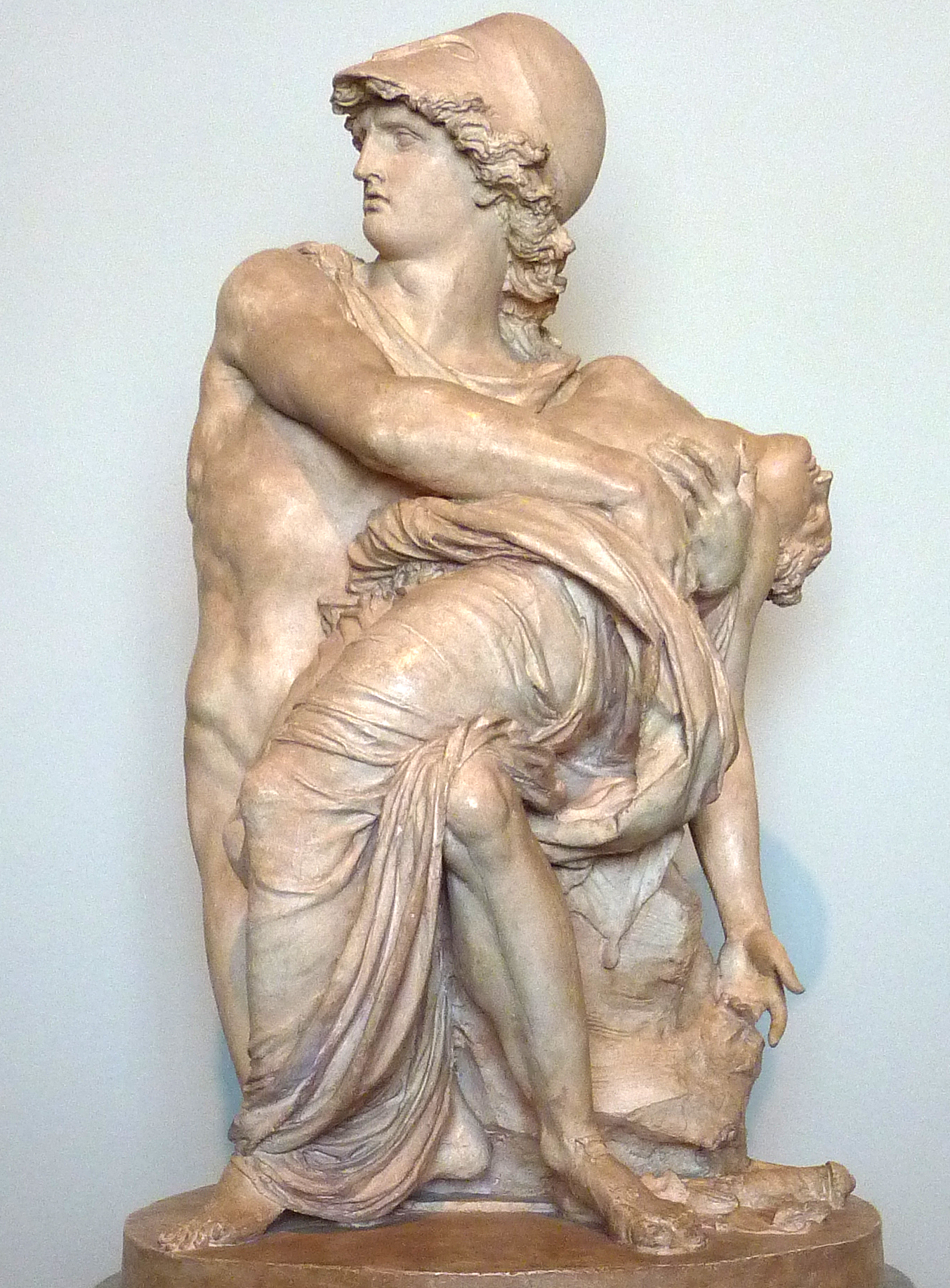
マルスとヴィーナス